# Sam Ligtlee
Sam Ligtlee (ur. 12 grudnia 1997 w Eerbeek) – holenderski kolarz torowy, złoty medalista mistrzostw świata.

## Kariera
Pierwszy medal w karierze zdobył w 2014 roku, zajmując drugie miejsce w wyścigu na 1 km na torowych mistrzostwach Europy juniorów w Anadii. Na rozgrywanych rok później mistrzostwach Europy juniorów w Atenach był trzeci w wyścigu na 1 km i keirinie. Na mistrzostwach Europy w Berlinie w 2017 roku zdobył brązowy medal w sprincie drużynowym. Podczas rozgrywanych rok później mistrzostw Europy w Glasgow zajął trzecie miejsce w wyścigu na 1 km. Następnie podczas mistrzostw Europy w Grenchen w 2021 roku był drugi w tej konkurencji i najlepszy w sprincie drużynowym, a na mistrzostwach Europy w Monachium w 2022 roku ponownie zdobył złoty medal w sprincie drużynowym. Ponadto zwyciężył w wyścigu na 1 km na mistrzostwach świata w Berlinie w 2020 roku. Wyprzedził tam Francuzów: Quentina Lafargue'a i Michaëla D’Almeidę.
Jego siostra Elis Ligtlee także została kolarką.